# Ludia arborea
Ludia arborea är en videväxtart som beskrevs av Joseph Marie Henry Alfred Perrier de la Bâthie. Ludia arborea ingår i släktet Ludia och familjen videväxter. Inga underarter finns listade i Catalogue of Life.